# Marie-Jean-Joseph Lataste
Marie-Jean-Joseph (al secolo Alcide Vital) Lataste (Cadillac, 5 settembre 1832 – Frasne-le-Château, 10 marzo 1869) è stato un religioso francese dell'Ordine dei frati predicatori, fondatore delle Suore Domenicane di Betania. È stato beatificato nel 2012 da papa Benedetto XVI.

## Biografia
Dopo il diploma lavorò come impiegato postale e fu attivo nelle Conferenze di San Vincenzo de' Paoli.
Nel 1857 entrò tra i frati domenicani del convento di Flavigny.
Nel 1864 fu inviato a predicare nel carcere femminile di Cadillac: per la riabilitazione delle donne, fondò le Suore Domenicane di Betania, congregazione composta in massima parte da ex detenute.
Ammalatosi di pleurite, morì trentaduenne a Frasne-le-Château.

## Il culto
Il processo informativo sulla fama di santità e sugli scritti si aprì a Roma nel 1937.
Fu dichiarato venerabile nel 2007.
È stato proclamato beato il 3 giugno 2012 nel corso di una cerimonia celebrata nella cattedrale di Saint-Jean a Besançon, presieduta dal cardinale Angelo Amato in rappresentanza di papa Benedetto XVI.